# Marcgraviastrum cuneifolium
Marcgraviastrum cuneifolium là một loài thực vật có hoa trong họ Marcgraviaceae. Loài này được (Gardner) Bedell mô tả khoa học đầu tiên năm 1997.